# Swapd
SWAPD es un mercado en línea que facilita la compra, venta e intercambio de activos digitales, incluidas cuentas de redes sociales, sitios web y negocios en línea. Fundada en 2017 por David Kosiba, la plataforma tiene como objetivo proporcionar un entorno seguro para las transacciones relacionadas con propiedades virtuales.

## Historia
Fundada en 2017, SWAPD se creó para dar respuesta a la creciente demanda de una plataforma de confianza en la que particulares y empresas pudieran intercambiar activos digitales. En marzo de 2024, la plataforma contaba con casi 60.000 miembros y había facilitado transacciones por un volumen de ventas de aproximadamente 50 millones de dólares.
En 2024, SWAPD fue adquirida por VEYYO LLC, lo que marcó un hito importante en su desarrollo. La empresa tiene su sede en Polonia y opera con un equipo distribuido por todo el mundo de diez miembros remotos.

## Plataforma y servicios
SWAPD ofrece una serie de servicios diseñados para garantizar transacciones seguras y transparentes en el mercado de activos digitales. Las características clave incluyen:
- Servicios de custodia: Para proteger tanto a compradores como a vendedores, SWAPD proporciona servicios de custodia que retienen los fondos hasta que todas las partes hayan cumplido con sus obligaciones.[9]

- Procesos de verificación: La plataforma aplica estrictos procedimientos de verificación de los usuarios para minimizar el riesgo de fraude y aumentar la confianza entre los participantes.[10]

- Listas de mercado: Los usuarios pueden listar y explorar diversos activos digitales, como cuentas de redes sociales, sitios web y negocios en línea, lo que facilita las negociaciones y transacciones.[11]

- Asistencia para la recuperación de cuentas: SWAPD ofrece servicios para ayudar a los usuarios a recuperar cuentas bloqueadas o suspendidas, aprovechando la experiencia en la navegación por las políticas específicas de la plataforma.[12]

- Servicios de consultoría: La plataforma ofrece consultoría profesional en áreas como la estrategia de medios sociales, la creación de marca y la participación de la audiencia para ayudar a las empresas en sus esfuerzos de crecimiento.[13]